# Carlos Costa (escritor)
Carlos Costa é um autor e artista português - dedicado ao teatro, performance e literatura - que também exerce atividade como docente universitário, investigador e ativista político.

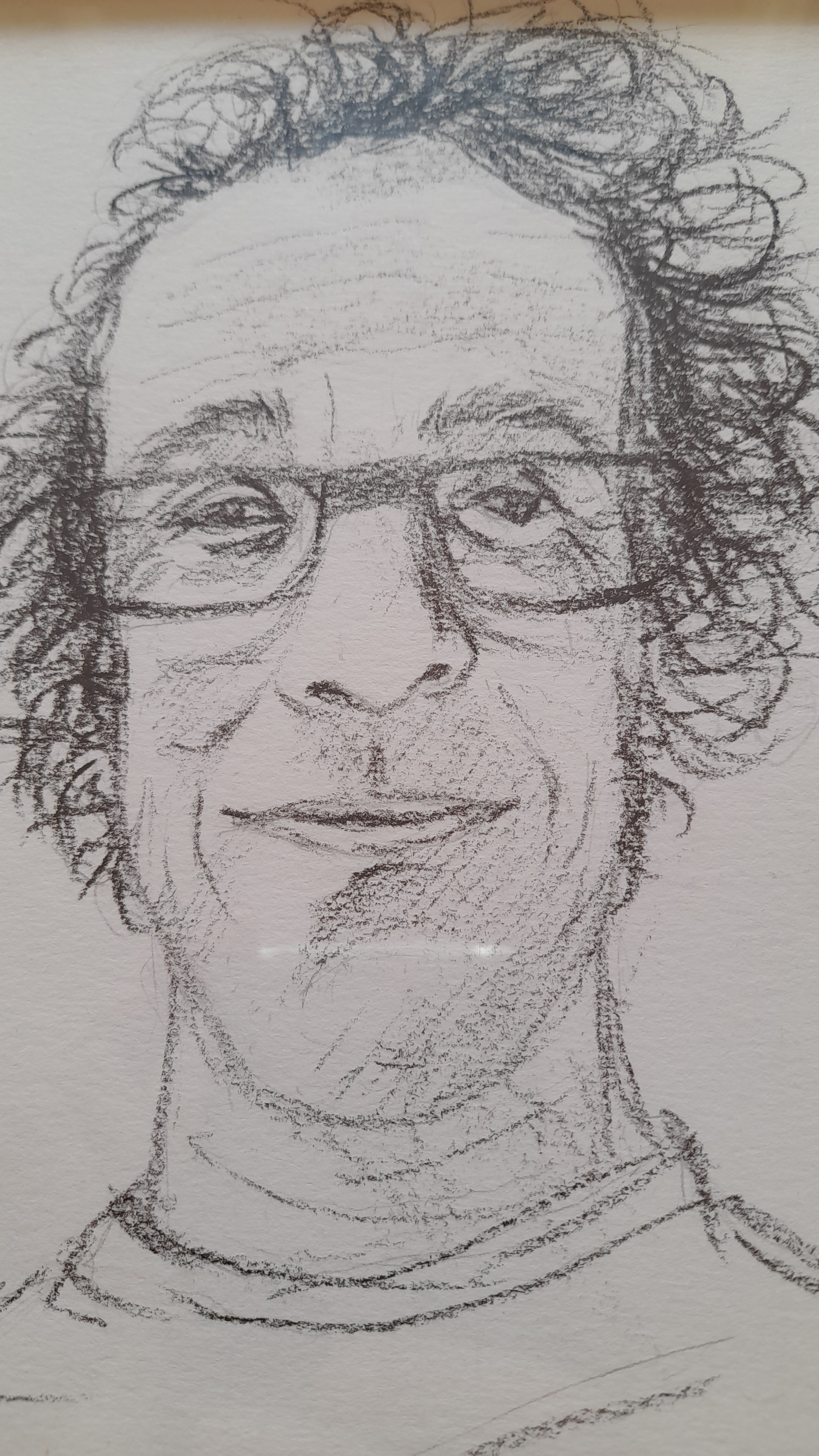
Carlos Costa

## Biografia

### Nascimento e formação

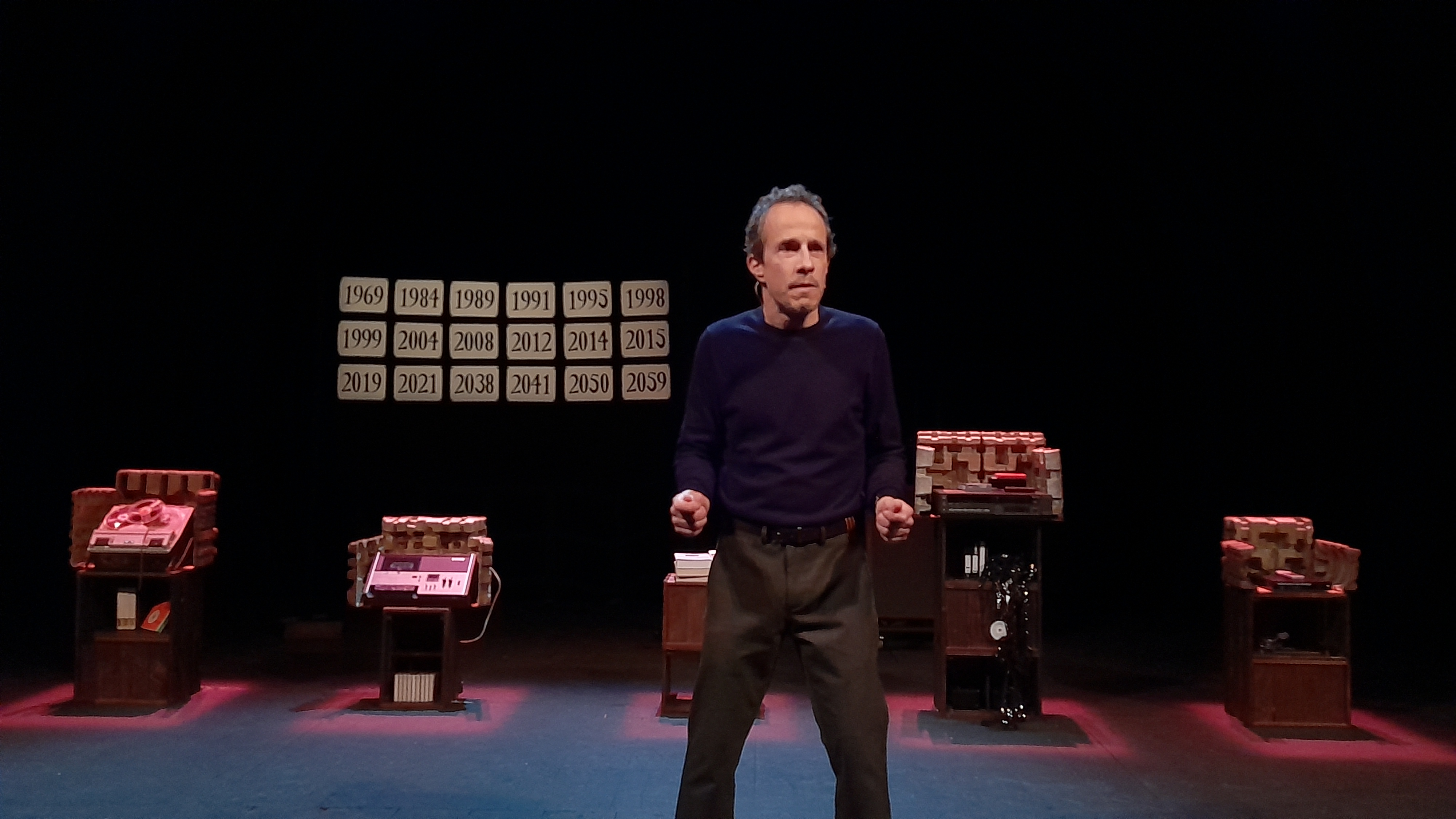
Carlos Costa em "Versão Beta", Visões Úteis (2021)

Nasceu no Porto, em 1969. Entre 1987 e 1993, frequentou a Universidade de Coimbra, onde se licenciou em Direito e pós-graduou em Estudos Europeus (vertente de Economia); posteriormente frequentou também a Licenciatura em História, na Universidade Aberta. Foi em Coimbra que se começou a dedicar às artes, primeiro ao cinema, no CEC -  Centro de Estudos Cinematográficos, da Associação Académica de Coimbra (1990 - 1992), depois ao Teatro, no CITAC - Círculo de Iniciação Teatral da Academia de Coimbra (1992 - 1994), onde faz formação com Paulo Lisboa, João Grosso, Andrejev Kowalski, Dato de Weerd, entre outros. Posteriormente, teve também algumas participações pontuais em projetos audiovisuais como ator, dobrador de animação e manipulador de marionetas.

### Carreira teatral
Fundou o Visões Úteis em 1994 (com Ana Vitorino, Catarina Martins, Nuno Cardoso, Pedro Carreira, entre outros), continuando a frequentar diversas ações de formação, nomeadamente com Anatoli Vassiliev, Abraxa Teatro e Marcia Haufrecht, e  exercendo atividade, primeiro como ator, depois como encenador e finalmente como dramaturgista e dramaturgo, destacando-se a coautoria de inúmeros processos de criação original para teatro, Performance na Paisagem e em Comunidade e outros formatos (muitos deles alvo de leituras vídeo) e passagens pela Bélgica, Espanha, França, Itália, Grécia, Reino Unido e Suécia.
Entre 2005 e 2013 foi professor de Dramaturgia na Academia Contemporânea do Espetáculo, no Porto, e assumiu a Direção da participação portuguesa em diversas parcerias europeias de aprendizagem e criação. Em 2009, foi responsável, no Visões Úteis, pela introdução do Serviço Educativo, do Programa de Associação de Artistas e da compensação pela pegada carbono da produção artística.
No mesmo período, regressa à academia, primeiro na Faculdade de Letras da Universidade do Porto (2006 - 2009), onde obteve o grau de Mestre, em Texto Dramático, com uma dissertação acerca da Escrita de Cena. Depois na Faculdade de Letras da Universidade de Coimbra (2010 - 2014) onde atingiu o grau de Doutor, em Estudos Teatrais e Performativos, com uma tese dedicada à estética e política da participação. Em 2016 passou a ser  Professor Auxiliar Convidado da Universidade de Coimbra.
Em 2018, abriu, no Visões Úteis, uma mais ampla linha de curadoria e programação, reforçando a integração dos processos criativos contemporâneos nas comunidades envolventes, bem como o papel da arte como fator de inclusão, participação política, qualidade de vida e, mais recentemente, desenvolvimento do território; e ainda colocando a sustentabilidade ecológica da atividade, não só na agenda do Visões Úteis mas também do setor das artes performativas. Neste processo, deslocalizou a companhia para Campanhã, ao mesmo tempo que aquela assumia a direção do Polo do programa “Cultura em Expansão'', na freguesia mais oriental da cidade do Porto.
Ao longo da sua carreira, esteve sempre envolvido na discussão de políticas culturais (a nível local, nacional e europeu), em particular para as artes performativas e para a propriedade intelectual, enquanto associado e cooperador de diversas organizações do setor, como a  Plateia - Associação de Profissionais das Artes Cénicas, o IETM - International Network for the Contemporary Performing Arts e a GDA - Gestão dos Direitos dos Artistas.
A sua obra para teatro tem sido sucessivamente publicada pelas editoras de referência em Portugal, como as Quasi Edições,  Imprensa da Universidade de Coimbra e  Companhia das Ilhas.
Nos primeiros anos de atividade profissional (1994-2000), e com o Visões Úteis, dedicou-se sobretudo ao trabalho de ator, com os encenadores Paulo Lisboa, Nuno Cardoso, Carlos Curto, João Paulo Seara Cardoso, José Wallenstein, Diogo Dória e António Feio, levando a cena um vasto leque de autores como Jean Genet, José Gomes Ferreira, Eugène Ionesco, Samuel Beckett, Boris Vian, Gregory Motton, Martin McDonagh e Al Berto; a que se seguem experiências de teor mais colaborativo, a partir de Franz Kafka, Tonino Guerra, Anton Tchekov, Luigi Pirandello, Bohumil Hrabal, Henrik Ibsen, Juan José Millás e Gemma Rodriguéz.

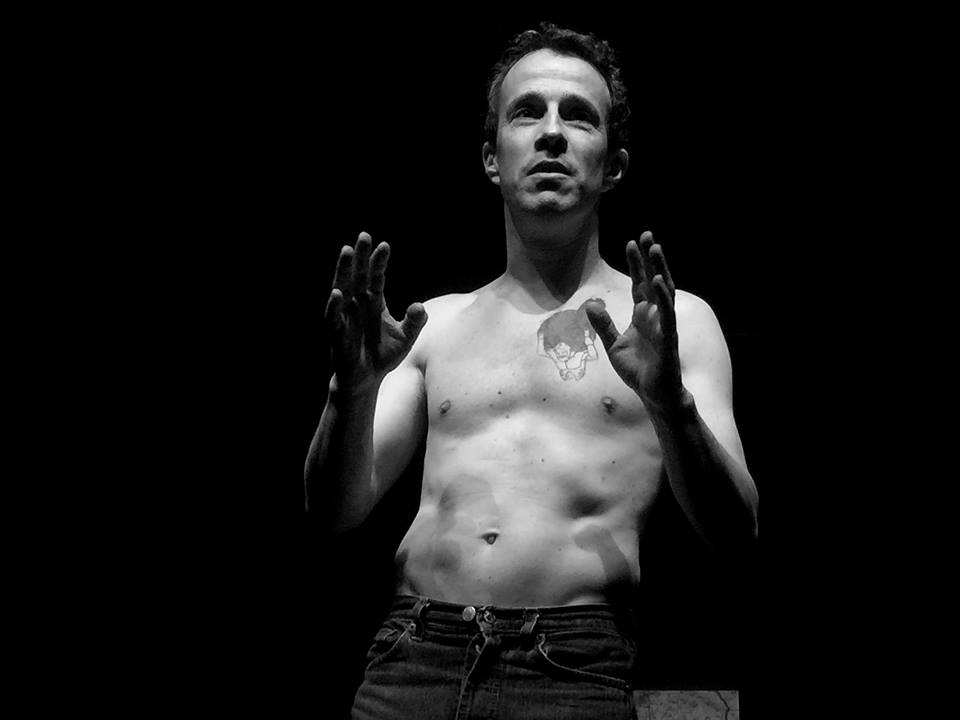
Carlos Costa em "trans/missão", Visões Úteis (2015)

Entretanto, e sobretudo a partir do ano 2000, assume a autoria de espetáculos completamente originais, alicerçados numa metodologia de escrita de cena que se irá sedimentar ao longo das duas décadas seguintes. Neste processo, eminentemente colaborativo, contou sempre com a cumplicidade de Ana Vitorino e também, durante a primeira década do século XXI, de Catarina Martins e Pedro Carreira. Durante estes 20 anos contou também com a colaboração próxima de artistas como João Martins, José Carlos Gomes e Inês de Carvalho. A partir da terceira década do século iniciou uma colaboração mais próxima com o dramaturgo Jorge Palinhos e começou a escrever também a solo.
Contudo, a criação para teatro esteve sempre acompanhada de uma constante atividade em áreas transdisciplinares, gerando uma particular acumulação de produtos híbridos, dirigidos por si ou em colaboração com os coautores indicados: Audio-Walks, Teatro in Itinere,  Peças para Smartphone,  Peças para Chamada de Voz, Campeonatos de Jogos de Tabuleiro, Peças para Realidade Mista, etc.

### Carreira literária
Cratera (Teodolito, 2018) foi o seu primeiro romance, transportando para a literatura algumas das tensões sociais que já explorara no âmbito do teatro e da performance na paisagem. A ação decorre em poucos dias, em torno de uma família do Porto e do seu cão. Um dia o cão desaparece. Tentam encontrá-lo, mas sem resultados. O pai não tem tempo para tratar do problema. A mãe também não. Na sexta-feira antes do carnaval, alguém telefona. O filho sai atrás do cão. A mãe atrás do filho. O pai atrás dos dois. A filha já tinha saído. E perdem-se todos numa cidade que não conhecem, sem se conhecerem. cratera explora simultaneamente as tensões do indivíduo, da família e da cidade, jogando com a geografia e a paisagem de um território concreto em que as personagens são lentamente consumidas.[carece de fontes?]
Em 2021, também com a Teodolito, publica o segundo título, desenvolvendo, numa mesma linha de thriller social, uma relação íntima com a cidade do Porto. Skyline, situa-se num futuro próximo e apresenta a distopia de uma cidade perdida - por entre instituições políticas, empresariais e desportivas -  no desenvolvimento da obra pública com que se pretende projetar à escala mundial. Emocionante e reflexivo, Skyline é o relato das relações perigosas entre a intimidade dos afetos e a política do espaço público. E a certeza que, a qualquer momento, podemos sempre mudar de vida.

### Docência e investigação
É Professor Auxiliar Convidado da Universidade de Coimbra, onde é responsável pelas disciplinas de História do Teatro e do Espetáculo II e Dramaturgia e Escrita Teatral, respetivamente na Licenciatura e Mestrado em Estudos Artísticos.[carece de fontes?] Em 2022, começou a colaborar com a A3ES – agência de Avaliação e Acreditação do Ensino Superior, enquanto membro de Comissões de Avaliação Externas dos ciclos de estudo na área do teatro.
É também Investigador Integrado do Centro de Estudos Interdisciplinares, da Universidade de Coimbra, tendo como áreas de interesse: Profissionalização, identidade, inscrição, memória e arquivo. De destacar a atenção que dedicou à economia das artes performativas bem como ao fim das carreiras na mesma área.

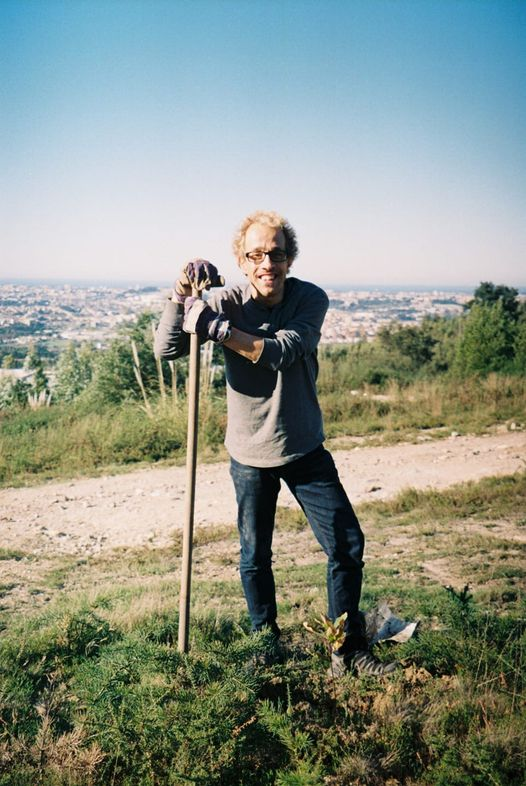
Carlos Costa na Serra de Valongo, 2020, Compensação da Pegada Carbónica

### Participação política
É presidente da Mesa da Assembleia-Geral da PLATEIA – Associação de Profissionais das Artes Cénicas, de que é associado desde 2004. Aqui, integrou a Direção da Associação em diversos mandatos, tendo acompanhado uma pluralidade de dossiers vitais para a política cultural, em particular para as artes performativas, nomeadamente no que respeita ao Apoio às Artes, à sua inscrição plurianual no Orçamento de Estado e ao Estatuto do Trabalhador da Cultura. Em 2018, integrou o grupo de trabalho, criado pelo Ministro da Cultura, para a revisão do Modelo de Apoio às Artes.
Entre 2009 e 2018, foi também um participante muito ativo no IETM - International Network for the Contemporary Performing Arts. Aqui integrou o Advisory Board (2013-2016) bem como diversos grupos de trabalho, em particular de advocacia para a integração da cultura e das artes na estratégia de desenvolvimento da União Europeia; e em 2018, diligenciou no sentido da realização de uma reunião plenária da organização, no Porto, cidade a partir da qual sempre trabalhou.
Entre 2013 e 2017, integrou a Direção da GDA - Gestão dos Direitos dos Artistas, dedicando-se à propriedade intelectual, e em particular aos Direitos Conexos ao Direito de Autor; neste mandato acompanhou de perto tanto a cobrança como a distribuição de direitos, bem como a revisão da lei relativa à Cópia Privada. Também na mesma altura, integrou o Conselho de Curadores da Fundação GDA, contribuindo para a definição das suas estratégias e integrando diversos júris de concursos de apoio às artes. A partir de 2017, assumiu a Vice-Presidência da Mesa da Assembleia-Geral da Cooperativa, acompanhando diversos dossiers, como o apoio de emergência aos artistas (durante os confinamentos de 2020 e 2021) e a transposição da diretiva europeia para o Mercado Único Digital.
De um modo geral, esta tendência para a participação política esteve sempre presente, de modo direto, na sua atividade enquanto artista, nomeadamente pelo caráter pioneiro da  insistência na transição energética da criação artística, pela disponibilização da maior parte do seu trabalho com licenças Creative Commons e pela afetação dos recursos da produção artística a iniciativas de cariz social.